# Шаткі
Шаткі (пол. Szatki, нім. Netztal) — село в Польщі, у гміні Хоцень Влоцлавського повіту Куявсько-Поморського воєводства.
Населення — 110 осіб (2011).
У 1975-1998 роках село належало до Влоцлавського воєводства.

## Демографія
Демографічна структура станом на 31 березня 2011 року:
|          | Загалом | Допрацездатний вік | Працездатний вік | Постпрацездатний вік |
| -------- | ------- | ------------------ | ---------------- | -------------------- |
| Чоловіки | 54      | 14                 | 33               | 7                    |
| Жінки    | 56      | 4                  | 38               | 14                   |
| Разом    | 110     | 18                 | 71               | 21                   |